# Аллеганское плато
Аллега́нское плато (англ. Allegheny Plateau) — значительная по площади равнина на территории США, на которой расположена центральная часть штата Нью-Йорк, северная и западная части штата Пенсильвания, северная и западная части штата Западная Виргиния и восточная часть штата Огайо. Структурно плато подразделяется на две области: подвергшуюся воздействию ледника (северную, с более ровным рельефом) и не подвергшуюся воздействию ледника (южную, менее однородную).
Южная оконечность плато переходит в плато Камберленд, с востока плато ограничено Аллеганскими горами.
Плато характеризуется значительными перепадами высот. В северной части высота не превышает 30 метров, в южной части варьируется в пределах от 270 до 460 метров, а на границе с Аллегейни-Фронтом достигает 1200 метров.